# Charlottehaven
Charlottehaven er en boligbyggelse beliggende på den såkaldte kryolitgrund på Strandboulevarden på Østerbro i København. Grunden har sit navn efter kryolitfabrikken Øresund's chemiske Fabriker. 
Byggeriet består af 178 lejelejligheder og rummer desuden et fitnesscenter, selskabslokaler, et lejlighedshotel med 44 lejligheder samt en café. I alt er bebyggelsen 22.000 etagemeter. Første etape af byggeriet blev indviet 2001, mens anden etape blev taget i brug i 2004. 
Bebyggelsen er tegnet af Lundgaard & Tranberg for Harald Simonsens Ejendomskontor. Den er præmieret af Københavns Kommune i 2002, modtog Bygherreprisen 2002 og blev nomineret til Mies van der Rohe Prisen 2004. Bygherren og ejeren er Finn Harald Simonsen, som har opkaldt byggeriet efter sin hustru. Han bor selv i Charlottehaven, når han er i København.
2019 færdiggjordes et højhus på 54 meter med 37 kontorlejligheder som en del af Charlottehaven.